# Leigh Bardugo
Leigh Bardugo (Jeruzalem, 6 april 1975) is een Israëlisch-Amerikaanse Young Adult- en fantasy-auteur, vooral bekend om haar Grishaverse romans, met name de Grisha-trilogie, te beginnen met Schim en Schaduw, de Kraaien-duologie en de Nikolai Lantsov-duologie; waarvan in totaal meer dan drie miljoen exemplaren zijn verkocht, evenals Het negende huis. Haar romans worden toonaangevend gezien in de Dark academia subcultuur.

## Privéleven
Bardugo werd geboren in Jeruzalem, Israël, en groeide op in Los Angeles, Californië, V.S. waar ze werd opgevoed door haar grootouders. Ze is van Sefardisch-Joodse (Marokkaans-Joodse) afkomst aan vaders kant, en van Asjkenazisch-Joodse (Russisch-Joodse en Litouws-Joodse) afkomst aan moeders kant. Ze is niet religieus.
Ze ging naar Yale-universiteit, waar ze in het voorjaar van 1997 afstudeerde met een diploma Engels. Ze was lid van een geheime genootschap aan Yale, Wolf’s Head. Voordat ze haar eerste roman publiceerde, werkte ze in copywriting en journalistiek, en ook in make-up en special effects. Bardugo is ook zangeres in de band Captain Automatic.
In het dankwoord van List en Leugens onthult Bardugo dat ze lijdt aan osteonecrose en soms een wandelstok moet gebruiken; dit was een inspiratiebron voor een van de zes hoofdpersonen, meesterdief en bendebaas Kaz Brekker, die een wandelstok gebruikt.

## Carrière
Bardugo's debuutroman, Schim en Schaduw, het eerste boek in de Grisha-trilogie, werd in 2014 gepubliceerd door Blossom Books. Schim en Schaduw werd genomineerd voor de Romantic Times Book Award en de South Carolina Children's Book Award, uitgeroepen tot een Indie Next List Book, en gerecenseerd in The New York Times. De roman haalde #8 op The New York Times-bestsellerlijst, en was geoptioneerd voor film door David Heyman en DreamWorks. De andere boeken in de trilogie, Dreiging en Duisternis en Val en Verlossing, werden respectievelijk in 2014 en 2015 gepubliceerd door Blossom Books.
De Kraaien-duologie (List en Leugens en Kraai en Koninkrijk) werd gepubliceerd door Blossom Books in 2015 en 2016. Het speelt zich af in hetzelfde universum als de Grisha-trilogie (collectief aangeduid als de Grishaverse). List en Leugens werd uitgeroepen tot een New York Times Notable Book en een ALA-YALSA Top Ten Pick van 2016. De taal der doornen, een verzameling van Grishasprookjes en volksverhalen, werd in 2018 gepubliceerd door Blossom Books.
In 2019 publiceerde Bardugo haar eerste roman voor volwassenen, Het negende huis, die de 2019 Goodreads Choice Award voor beste fantasy roman won. Bardugo's boeken zijn vertaald in 22 talen en gepubliceerd in meer dan 50 landen.
Bardugo verscheen op een Grishaverse-panel naast showrunner Heisserer op New York Comic Con in oktober 2020.

## Adaptaties
In september 2012 werd aangekondigd dat DreamWorks de filmrechten van Shadow and Bone had opgepikt met David Heyman en Jeffrey Clifford als producenten, hoewel dit project niet tot uitvoering kwam als gevolg van een verandering in leiderschap.
In januari 2019 gaf Netflix opdracht voor een serie van acht afleveringen, gebaseerd op de Grisha en Kraaien boekenseries. Op 2 oktober 2019 werden enkele castleden aangekondigd voor de Netflix-serie, waaronder Ben Barnes als de Duisterling, "General Kirigan". Leigh Bardugo reageerde op de reactie op Twitter door te vertellen dat dit slechts de eerste ronde van castaankondigingen was, en dat Nikolai, samen met verschillende andere centrale personages, niet in het eerste seizoen zouden verschijnen.
Op 10 oktober 2019 werd aangekondigd dat Amazon Studios Het negende huis zou aanpassen. Bardugo zal het project samen met Pouya Shahbazian produceren.

### Grishaverse

#### Grisha-trilogie
- Schim en Schaduw (2014)
- Dreiging en Duisternis (2014)
- Val en Verlossing (2015)

#### Kraaien-duologie
- List en Leugens (2015)
- Kraai en Koninkrijk (2016)

#### Nikolai Lantsov-duologie
- De verminkte koning (2019)
- Het oordeel van de wolf (2021)

#### Verhalenbundels
- De taal der doornen (2018)
- Het boek der heiligen (2021)

#### Korte verhalen
- Ayama en het Doornwoud
- De heks van Duva
- De te slimme vos
- Kleine dolk
- De soldatenprins
- Toen het water vuur zong
- De Coupeuze en de Koningin
- The Demon in the Wood

De taal der doornen verzamelde alle korte verhalen behalve De Coupeuze en de Koningin en The Demon in the Wood.

### Alex Stern-serie
- Het negende huis (2020)
- Het tiende huis (2021)